# Metamagnusia
Genre
Metamagnusia est un genre  d'amphibiens de la famille des Microhylidae.

## Répartition
Ce genre regroupe deux espèces endémiques de Nouvelle-Guinée.

## Liste des espèces
Selon Amphibian Species of the World (4 octobre 2013) :
- Metamagnusia marani Günther, 2009
- Metamagnusia slateri (Loveridge, 1955)

## Étymologie
Cette espèce est nommée en l'honneur de Meta Magnus, la mère de Rudolf G. Arndt.

## Publication originale
- Günther, 2009 : Metamagnusia and Pseudocallulops, two new genera of microhylid frogs from New Guinea (Amphibia, Anura, Microhylidae). Zoosystematics and Evolution - Mitteilungen aus dem Museum für Naturkunde in Berlin, vol. 85, p. 171-187.